# Авраам (Гармелия)
Митрополи́т Авраа́м (груз. მიტროპოლიტი აბრაამი, в миру Амиран Мамиевич Гармелия, груз. ამირან მამიას ძე გარმელია; 15 ноября 1948, Сухуми) — епископ Грузинской православной церкви, митрополит Западноевропейский.

## Биография
В 1971 году окончил исторический факультет Тбилисского государственного педагогического института, после чего работал в средней школе, Грузинской государственной филармонии, Республиканском научно-исследовательском центре.
3 января 1988 года был пострижен в монашество, 3 апреля — рукоположен во иеродиакона епископом Цилканским Зосимой (Шиошвили), а 29 мая того же года — во иеромонаха католикосом-патриархом Илиёй II. В том же году с отличием окончил Мцхетскую духовную семинарию.
С 6 июля по 21 сентября 1988 года — настоятель Успенской церкви в селе Дманиси.
С 22 сентября 1988 года по 3 мая 1989 года — клирик монастыря Гелати.
С мая 1989 по июль 1990 года проходил стажировку в Институте Восточных Церквей в Регенсбурге.
По возвращении на родину поставлен священником Сионского кафедрального собора в Тбилиси, где служил с 1 сентября 1990 года по 30 октября 1991 года.
21 октября 1991 года возведён в сан архимандрита, а 30 октября переведён настоятелем Мцхетского патриаршего собора Светицховели, где служил до 24 декабря 1992 года. Духовником отца Авраама долгое время являлся митрополит Шио (Авалишвили).
25 декабря 1992 года отец Авраам был во епископа Никорцминдского, хиротонию возглавил Католикос-Патриарх Илия II.
В 1994 году назначен ректором Тбилисских духовных школ.
С 1995 года — председатель Иностранного отдела Грузинской Православной Церкви.
С 14 марта 1996 года — епископ Сагареджойский и Гурджаанский.
Трудами епископа Авраам в 1996 году был построен кафедральный собор в городе Они, восстановлен храм Никорцминда, возобновлены богослужения в 7 храмах Сагареджойско-Гурджаанской епархии.
25 декабря 1996 года был возведён в сан архиепископа.
8 октября 1998 года переведен на Чиатурскую кафедру.
Возобновил богослужения в 13 храмах епархии.
17 октября 2002 года решением Священного Синода назначен митрополитом Западноевропейским.
После этого иерарх вернулся в Регенсбург и поселился в Институте восточных церквей.